# Анній Руф
Анній Руф (лат. Annius Rufus) — римський політичний діяч початку I століття.
Про походження Руфа нічого не відомо. Змінивши Марка Амбібула у 12 році, він був третім префектом Юдеї з 12 по 15 р.. Його правління, як виглядає, було без значних подій, крім того, що у 14 році помер імператор Октавіан Август. Новий імператор Тиберій змінив Руфа на Валерія Ґрата. На його монетах не карбувалися портрети, що вказує на бажання уникнути ескалації з юдеями, через зображення портретів.